# Sint-Martinuskerk (Heilbad Heiligenstadt)
De Sint-Martinuskerk in Heilbad Heiligenstadt, Thüringen, is een voormalige stiftskerk en tegenwoordig de protestantse hoofdkerk van de regio.

## Geschiedenis

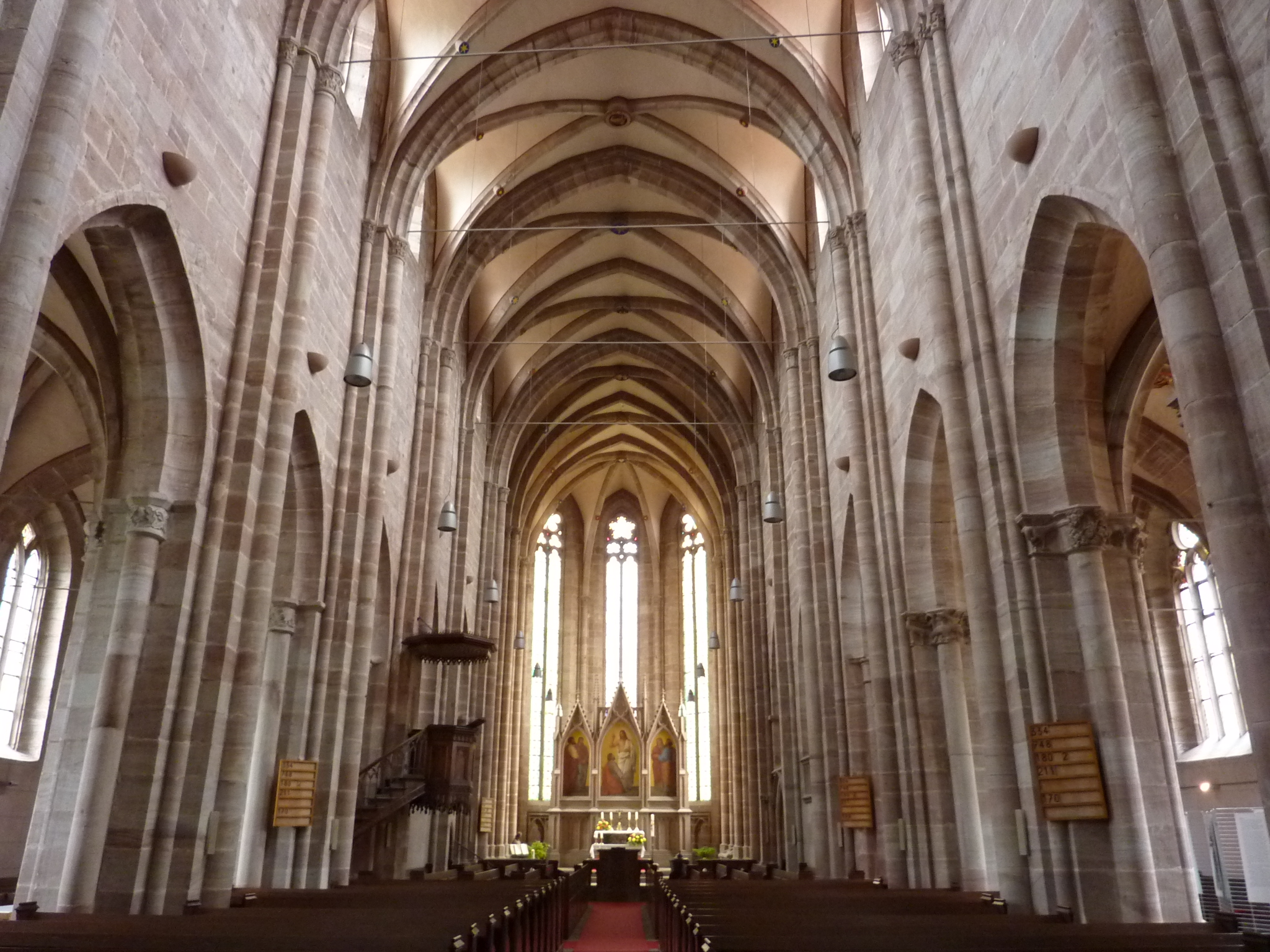
Interieur

De heuvel van Sint-Martinus is de plaats van een van de oudste kerkstichtingen in het historische Eichsfeld. Volgens de overlevering gaf koning Dagobert I daartoe de opdracht. Het kerkgebouw werd met relieken van de martelaren Aureus en Justinus voorzien. Samen met de in de 9e eeuw toegevoegde relieken van Sergius en Bacchus werden deze heiligen aanleiding voor de naam van de later bij de kerk gegroeide nederzetting Heiligenstadt.
De eerste zaalkerk werd rond het midden van de 9e eeuw door een romaanse basiliek in kruisvorm vervangen. Omstreeks 960 stichtte de aartsbisschop van Mainz bij de kerk een Augustijns koorherenstift. Het sticht en de kerk ontwikkelde zich tot een instelling van bovenregionaal belang: opgravingen wezen in de jaren 1990 op een keizerpalts bij het stift. Als aartsdiakonaat was de Martinuskerk de moederkerk voor acht parochies, waaronder de Mariakerk in Heiligenstadt, alsook zeven kloosters.
Rond 1276 begonnen de werkzaamheden aan de gotische ver- en nieuwbouw van de kerk en kruisgang, die halverwege de 15e eeuw werden voltooid. De stiftkerk nam tijdens de Dertigjarige Oorlog verder in belang toe nadat het genadebeeld van de Moeder Gods uit Elende een plaats kreeg in de Martinuskerk en daarmee een bedevaartsoord werd.
Het Reichsdeputationshauptschluss betekende in 1803 het einde van de meeste stiften en kloosters. Ook het Martinusstift werd opgeheven en het kerkgebouw werd door de Pruisische regering aan de protestanten overgedragen. Veel van de oorspronkelijke inventaris werd verspreid over de verschillende katholieke kerken van de stad en omgeving en het genadebeeld verhuisde naar de Sint-Mariakerk.
In de periode 1862-1866 werd de kerk in de stijl van het historisme gerestaureerd, waarbij nog meer van de inventaris werd verwijderd.

## Architectuur en interieur
De Martinuskerk heeft, afgezien van enkele neogotische wijzigingen, het hooggotische aanzien weten te bewaren. Het is een drieschepige basiliek met een kruisribgewelf. Het twee traveeën tellende koor met een polygonale afsluiting sluit zich naadloos aan het schip aan. Bij de overgang van het kerkschip en het koor bevindt zich ten zuiden van de kerk de toren.
Het beeldenrijke portaal toont de heiligen van de kerk en een voorstelling van de Kroning van Maria. De kleurrijke vensters, vooral het roosvenster in de westelijke gevel, laten het bontzandsteen in wisselend licht schijnen.
Uit de 19e eeuw dateren de van hout gesneden kansel en het driedelige retabel van zandsteen, met centraal een voorstelling van Christus voor Thomas en op de zijdeuren de vier evangelisten.

## Orgel
Het eerste orgel in de kerk werd in 1831 door Johann Friedrich Schulze uit Paulinzella gebouwd. Later werd het instrument gewijzigd. Het nieuwe, neobarokke orgel werd in 1973 door de orgelbouwer Georg Böhm uit Gotha gebouwd. Het instrument bezit 27 registers verdeeld over twee manualen en pedaal. De speel- en registertracturen zijn mechanisch.